# Richard B. Myers
Richard Bowman Myers, född 1 mars 1942 i Kansas City, Missouri, är en pensionsavgången general i USA:s flygvapen. Myers var mellan 1 oktober 2001 och 30 september 2005 USA:s försvarschef (ordförande för Joint Chiefs of Staff): i den rollen var han den yrkesofficer på aktiv stat med högst rang samt den främste yrkesmilitäre rådgivaren till presidenten, nationella säkerhetsrådet och försvarsministern.

## Biografi
Richard Myers gick in i flygvapnet 1965 som fänrik efter erhållen examen i maskinlära från Kansas State University samt deltagande i deras ROTC-program. Han erhöll flygförarutbildning mellan 1965 och 1966. Myers deltog i Vietnamkriget som jaktpilot och var stationerad i Thailand. Han flög mer än 600 timmar i strid i flygplan av typ F-4 Phantom. 
Mellan 1973 och 1976 var Myers instruktör vid United States Air Force Fighter Weapons School på Nellis Air Force Base (och skulle mellan 1985 och 1986 återkomma som dess kommendant).
1977 tog han en MBA från Auburn University i Montgomery, Alabama, följt 1981 av U.S. Army War College. Myers har också deltagit i ett program för seniorledare i internationell säkerhetspolitik på John F. Kennedy School of Government vid Harvard University. 
Myers var mellan 1993 och 1996 som generallöjtnant befälhavare för både U.S. Forces Japan och för Fifth Air Force. Från juni 1996 och ett år framåt var han assistent åt försvarschefen general John M. Shalikashvili och var i den rollen militär rådgivare till USA:s utrikesminister. 
Myers befordrades till fyrstjärnig general i juni 1997, och fram t.o.m. juli 1998 var han befälhavare för Pacific Air Forces, dvs. flygvapenstyrkorna i stillahavsregionen och flygvapenkomponenten av U.S. Pacific Command. 
Myers var mellan 1998 och 2000 på en trippelhattad post i Colorado Springs, Colorado: militärbefälhavare för United States Space Command (USSPACECOM), befälhavare för det med Kanada bilaterala North American Aerospace Defense Command (NORAD) samt befälhavare för Air Force Space Command (AFSPC). 
Han var vice försvarschef från mars 2000. På rekommendation av försvarsminister Donald Rumsfeld utnämndes general Myers av president George W. Bush till försvarschef under sommaren 2001 med tillträde den 1 oktober.
Myers var vid tidpunkten då Pentagon träffades av ett flygplan den 11 september 2001 tjänstgörande försvarschef, eftersom försvarschefen general Henry H. Shelton var i luften på väg till en säkerhetskonferens i London, Storbritannien. General Myers befann sig vid Kapitolium då nedslaget skedde. 
Återstoden av Myers tid som försvarschef sammanföll med och kom att domineras av kriget mot terrorismen, med Afghanistankriget och Irakkriget samt dess vedermödor. 
Han deltog under sin tid som försvarschef ofta i presskonferenser tillsammans med sin chef, dåvarande försvarsministern Donald Rumsfeld.

### Efter pension
Efter att Myers pensionerades 2005 erhöll han frihetsmedaljen från president George W. Bush. Efter pensionen har han valts in i flera bolagsstyrelser, bland andra Northrop Grumman och John Deere. 
Våren 2009 gav han på förlaget Simon & Schuster ut en självbiografi: "Eyes on the Horizon: Serving on the Front Lines of National Security".

## Befordringsdatum
| Fänrik          | Löjtnant        | Kapten       | Major        | Överstelöjtnant | Överste          | Brigardgeneral | Generalmajor     | Generallöjtnant  | General          |
| O-1             | O-2             | O-3          | O-4          | O-5             | O-6              | O-7            | O-8              | O-9              | O-10             |
| --------------- | --------------- | ------------ | ------------ | --------------- | ---------------- | -------------- | ---------------- | ---------------- | ---------------- |
|                 |                 |              |              |                 |                  |                |                  |                  |                  |
| 3 februari 1965 | 5 december 1966 | 13 juni 1968 | 22 mars 1976 | 7 november 1979 | 1 september 1984 | 1 april 1990   | 1 september 1992 | 12 november 1993 | 1 september 1997 |